# 오어캐드
오어캐드(OrCAD)는 전자설계 자동화에 널리 사용되는 소프트웨어 도구 모음이다. 전자회로 설계 공학자와 전자 공학 기술자에 의하여 인쇄 회로 기판(PCB)의 제작을 위해서 PCB 커버를 생성하거나, 전자 도면과 다이어그램 작성, 그리고 전자회로 시뮬레이션을 하는데 사용한다.
오어캐드 이름은 소프트웨어의 기원이 반영된 혼성어이다: 오리건(Oregon) + 캐드(CAD)
오어캐드 제품 라인은 모두 케이던스 디자인 시스템의 소유이다. 최신판은 유용한 집적 회로의 데이터베이스를 유지하는 능력을 가지고 있다. 이 데이터베이스는 텍사스 인스트루먼트같은 소자 제조회사에서 패키지를 내려받아 갱신할 수 있다.

## 제품
- 캡처 CIS

전자회로 도면(schematic)을 그리는데 사용한다. 전체 모듈에 초기 작업 과정이다.
- 피스파이스(PSpice)

SPICE 모델의 의한 전자회로 시뮬레이션 도구이다. 트랜지스터나 OP앰프 회로나 디지털 논리회로의 게이트 등의 시뮬레이션이 가능하다.
- 레이아웃 플러스

인쇄 회로 기판을 그리기 위해 전자회로 도면에서 생성된 도면 정보를 사용하여 부품의 배치 및 선의 연결을 하는 도구이다. PCB을 만드는 과정상 설계 단계이다.